# 差異派フェミニズム
差異派フェミニズム（さいはフェミニズム）は、男性と女性の間の根本的な同一性を何らかのかたちで強調する、それまでの平等派フェミニズムとは異なり、男性と女性が存在論的にまったく異なる存在であることを強調するフェミニズムの一分派である。差異派フェミニズムの生まれた背景には法律問題がその一因としてある。平等派フェミニズムは、たとえば、女性が選挙権その他の権利を持つことは保証したかもしれないが、医学的な支援のような、より重要で影響力のある変革を行うためには、女性が男性と異なるという主張を行うことが必要だったのである。差異派フェミニズムが強調する根本的な差異とは、生物学的な差異、感情的な差異、もしくは、その両方である。
差異派フェミニズムが流行したのは、いわゆる第二波フェミニズムの時期である。差異派フェミニズムは、たとえば出産のような、生物学的な理由から生まれる男性とは異なるニーズに対して、適切な対策がとられないという問題に対処するために重要であった。